# Rozhledna Fajtův kopec
Rozhledna Fajtův kopec (nebo také rozhledna na Fajtově kopci) je rozhledna ve Velkém Meziříčí. Je ve tvaru šroubovice DNA, stojí na železobetonových pilotech zapuštěných 16 metrů do země, celková hmotnost rozhledny je 42 tun. Přízemní část rozhledny je tvořena kruhovou a obdélnou stavbou, kde je pokladna sjezdovky, toalety a zázemí pro provozovatele sjezdovky. Věž je složena z dvou trojic protisměrně stočených sloupů, které jsou propojeny schodišťovými rameny a následně spojeny kruhovým prstencem, který drží vyhlídkovou plošinu.

## Historie
První návrhy na stavbu rozhledny vznikly v roce 2009, kdy provozovatelé sjezdovky na Fajtově kopci chtěli nabídnout další vyžití. Bylo osloveno několik architektů, kdy zvítězil návrh Václava Hlaváčka a Jáchyma Pechta ze Studia Acht, stavba však byla pro vysokou finanční náročnost projektu odložena. V roce 2013 byla získána dotace na stavbu rozhledny, kdy bylo získáno 5,3 milionu Kč. V červnu 2014 byla zahájena stavba a představena veřejná sbírka na stavbu rozhledny, kdy se následně vybralo 300 000 Kč. Celkové náklady na stavbu dosáhly 9,4 milionu Kč, zbylou část nákladů financoval provozovatel sjezdovky.
Rozhledna byla postavena v roce 2015 a otevřena 20. června 2015, za rok 2015 se stala rozhlednou roku, získala také čestné uznání Kraje Vysočina v soutěží Stavba Vysočiny.

## Hudební festival
Na Fajtově kopci se každoročně koná hudební festival Fajtfest, který láká tisíce posluchačů převážně tvrdších žánrů. Během třídenní akce se na pódiu pod rozhlednou vystřídá několik desítek umělců, včetně zahraničních kapel. V roce 2018 na 10. ročník dorazili například Emmure z USA, Hed PE z USA, Crystal Lake z Japonska, Crazy Town z USA nebo Betraying the Martyrs z Francie.

## Lyžařský areál, bikepark
Na svahu se nachází ski areál Fajťák. Horní konec vleku je u rozhledny, lyžuje se po svahu odvráceném od Velkého Meziříčí. Dolní konec vleku je u nové vodní nádrže na potoku. Na vodní nádrži je boulder stěna.[zdroj?]
Nad dálnicí D1 leží bikepark, rovněž zvaný Fajťák.[zdroj?]